# Impresiona citologija
Impresiona citologija  (skraćeno IC)  minimalno invazivna oftalmološka tehnika za ispitivanje konjunktivalnih promena na ćelijskom nivou. Metoda može da se kombinuje sa metodom impresione citologije sa skening elektronskom mikroskopijom (ICSEM), koja je novijeg datuma, prvi put je saopštena 2007. godine. 
Ona je  veoma efikasna u otkrivanju smanjenja broja mikrovolja, i može predstavljati efikasan metod za detekciju promena u konjunktivalnom epitelu nastalom oštećenjem filma. Oštećenja se ovom metodom otkrivaju čak i pre nego što se pojavi epitelno oštećenje koje može da se otkrije optičkom mikroskopijom.

## Opšta razmatranja
Patohistološka ispitivanja, u okviru dopunske dijagnostike u oftalmologiji, obuhvata različite metode pregleda iz domena oftalmološke patologije za sagledavanje površine oka (vežnjače, rožnjače, limbusa), suzne i salivatorne žlezde. Među citološke metodam pregleda okularne površine, sprovode se scrape, brush, impresiona
citologija, koje se mogu kombinovati sa različitim tipovima mikroskopiranja, imunohistohemijskim i PCR analizama.

## Namena
Metodom impresione citologije dobija se dva do ti sloja odgovarajućih konjunktivalnih ćelija za analizu, primenom različitih metoda u patologiji. U toku te analize sagledavanjem dobijenih uzoraka impresione citologije mogu da se dobiju sledeći podaci: 
- karakteristike epitelne ploče dobijenih impresionih uzoraka
- odnos kohezivnosti epitelnih ćelija,
- stepen skvamozne metaplazije,
- stepen keratoze,
- učestalost jedarnih promena,
- tip jedarne promene  - i utvrdi pojava binuklearnih ćelija ili  „zarezanog jedra“ u ćelijama u ranim fazama razvoja npr. suvog oka, apiknotična jedra ili gubitak jedara odlika je uznapredovale bolesti
- gustina peharastih ćelija i morfologija peharastih ćelija,
- količina mukusa i morfologija mukusa
- prisustvo ćelija zapaljenja,
- utvrdi stepen izraženosti bolesti uz poremećen odnos nukleus citoplazma (N/C) na račun citoplazme.
- skvamozna metaplazija,  kao stanje u kome je nekeratinizujući epitel zamenjen keratinizujućim epitelom
- redukovana koncentracija peharastih ćelija.

Nakon semikvantitativne analize, rezultati se izražavaju kao IC skorovi, a pomoću metode se procenjuje gustina populacije peharastih ćelija i konjunktivna skvamozna metaplazija, kao drugi indeks zdravlja konjunktive i integriteta.
Prednost ove metode je uočavanje oštećenja epitela ko njunktiva narušenim suznim filmom pre nego što se epitelijalna oštećenja dese i detektuju optičkim mikroskopom.

## Indikacije
Ova jednostavna i praktična metoda se praktikuje u:
- Oboljenjima prednje površine oka, kao što su suvo oko, insuficijencija limbalnih stem ćelija,
- Neoplazme,
- Kod nekih virusnih infekcija.[13]

## Način izvođenja
Ovom metodom se analizira skvamozna metaplazija i gustina peharastih ćelija konjunktive. Filter papirićima se uklanjaju ćelije površnih slojeva konjunktive, ponekad i rožnjače u predelu limbusa. Uzorak ćelija se analizira različitim metodama, u zavisnosti od cilja ispitivanja (mikroskopija, imunohistohemija, PCR).
Kod bolesti suvog oka analizira se skvamozna metaplazija koja se karakteriše gubitkom peharastih ćelija i različitim stepenom keratinizacije epitelnih ćelija površine. Postoji više sistema gradiranja ovog procesa, a najpoznatiji je Nelsonov klasifikacioni sistem.

## Literatura
- Nichols, B.; Dawson, C. R.; Togni, B. (1983). „Surface features of the conjunctiva and cornea”. Invest Ophthalmol Vis Sci. 24 (5): 570—576. PMID 6841003..2
- Dilly PN. „Contribution of the epithelium to the stability of the tear ﬁlm”. Trans Ophthalmol Soc UK. 104 (Part 4): 381—389. 1985..3
- Meller, D. (1999). „The ﬁne structure of chromatin alterations inconjunctival epithelial cells in keratoconjunctivitis sicca”. Cornea. 18 (2): 225—232. PMID 10090371. doi:10.1097/00003226-199903000-00014..4
- Versura P, Maltarello MC, Stecher F, Caramazza R,Laschi R (1989). „Dry eye before and after therapy withhydroxypropyl methylcellulose. Ultrastructural andcytochemical study in 20 patients”. Ophthalmologica. 198 (3): 152—162. PMID 2726159. doi:10.1159/000309983..5
- Doughty, M. J. (2002). „Surface features and morphology of bulbarconjunctival cells of bovine eyes obtained from aslaughterhouse: a scanning electron microscope andimpression cytology study”. Curr Eye Res. 24 (5): 341—353. PMID 12434303. doi:10.1076/ceyr.24.5.341.8522..6
- Kruse, F. E.; Schmitz, W; Jaeger, W.; Gotz, M. L. (1986). „Scanning electronmicroscopy image of the cells of the conjunctival epitheliumin specimens from impression cytology”. Klin MonatsblAugenheilkd. 188 (1): 29—32..7
- Guillon JP. Current clinical techniques to study the tearﬁlm and tear secretions. In: Korb D, Craig J, Doughty M,Guillon JP, Smith G, Tomlinson A (eds). The Tear Film.Butterworth-Heinemann: London, 2002, pp 51–83.

|  | Molimo Vas, obratite pažnju na važno upozorenje u vezi sa temama iz oblasti medicine (zdravlja). |